# 구전문학
구전문학 (口傳文學)은 구비문학(oral literature), 연설(orature) 또는 민속문학(folk literature, 민간문학)은 많은 구비문학이 전사되었지만 쓰여진 것과 대조적으로 말하거나 노래하는 문학 장르이다. 인류학자들이 구비문학(민속문학)에 대해 다양한 설명을 사용해 왔기 때문에 표준적인 정의는 없다. 넓은 개념으로는 구술 전승과 고정된 형식이 없는 문학을 일컫는다. 여기에는 세대를 거쳐 전달되는 이야기, 전설, 역사가 음성 형태로 포함된다.
구전문학은 언어예술의 하나로 문자화되지 않고, 말로써 전승(傳承)된 것을 말하며, 고대 여러 나라에서 행해져 왔다. 민요·민화(民話)·옛이야기·전설·설화 등이 포함된다. 유럽에서는 18세기에 페로가, 19세기에는 그림 형제가 각각 동화·민화의 수집·연구에 종사하여 이 분야를 개척했다.

## 같이 보기
- 구슬라
- 즉흥
- 무형문화유산
- 지지거
- 한국의 미술
- 인류 구전 및 무형유산 걸작
- 구술 역사
- 구전
- 샤너히
- 유카르
- 스토리텔링